# アクア東条
アクア東条（アクアとうじょう）は兵庫県加東市にある水辺の生物を飼育している淡水魚の水族館である。1988年開館。

## 概要
- 鴨川ダムに堰きとめられた人造湖である東条湖畔に立地し、河川流域の資源保護などの知識を広める目的として1988年に開館した[2]。館内では、真水にナトリウムやカリウムなどを混ぜて作った人工飼育水「好適環境水」(岡山理科大学工学部の山本俊政准教授らが開発）は、海水魚にとって必要最低限の成分を含みながら、淡水魚も生きていける人工飼育水。淡水魚と海水魚とが同じ水槽内で生育できるという不思議な世界を見学することができる[3]。館内では、加東市の特産品でもある釣り針に関する展示・販売も行っている。

## 入場者数
開館当初は入場者数が70万人以上であったが、それからは右肩下がりになっている。
- 1989年度 - 715,000人
- 1990年度 - 540,000人
- 1991年度 - 469,000人
- 1992年度 - 398,000人
- 1993年度 - 310,000人

## 入場料・開館時間・休館日
- 入場料 - 無料
- 開館時間
  - 3月-9月、9：30-17：30
  - 10月-2月、10：00-16：00
- 休館日 - 毎週木曜日・年末年始12月29日～1月3日